# PEOPLE (코드 쿤스트의 음반)
PEOPLE은 대한민국의 음악 프로듀서 코드 쿤스트의 4번째 정규 음반으로, AOMG를 통해 2020년 4월 2일에 발매되었다. 가온 앨범 차트 10위를 기록했다.

## 배경
코드 쿤스트는 <엘르 코리아>와의 인터뷰에서 음반을 통해 사람들에게 감사와 행복을 전하고 싶다고 밝혔다.

## 음악 및 가사
코드 쿤스트는 "인간 군상을 꽃의 외관과 상징성에 비유한 '꽃', 허상뿐인 인간관계에 염증을 느낀 'F(ucked up)' 등 사람이라는 대주제 안에서 마주하는 다양한 감정을 소주제 삼아 이야기를 풀어냈다. 앨범의 끝은 사람을 계속해서 믿어보자고 다독이는 'PEOPLE'로 맺으며, 허무나 회의가 아닌 사랑과 신뢰를 바탕으로 하는 인간관계로의 발전 가능성을 열어 두었다."

## 평가
<이즘>의 노태양은 음반에 5점 만점에 3.5점을 주었다. 그에 따르면, "어느 정도 작가주의에서 해방된 상태에서 써내린 <PEOPLE>은 신선함은 적을지언정 그의 현재와 미래 작업 방향성을 되짚는 따뜻한 해례다."
<리드머>의 이진석도 5점 만점에 3.5점을 주었다. 그에 따르면, "독특하거나 새로운 시도가 들어간 앨범은 아니지만, 기획 의도에 충실한 내용과 견고한 만듦새를 갖춘 설득력 있는 결과물"이다.
<음악취향Y>의 평론가들은 "꽃"에 5점 만점에 4점을 주었다. 열심히에 따르면, "자신만의 확고한 정체성 위로 보다 뚜렷해진 주제와 더 많은 요소를 아우르는 경험치가 더해진, 지금 시점에서의 코드쿤스트가 들려줄 수 있는 역작"이다. 유성은에 따르면, "경연 프로그램에 제공했던 대중성 높은 곡을 기대한 사람들에겐 조금 당황스러울지 모를, 지금의 현 시대를 우리와 함께 살아가고 있는 프로듀서의 고민의 흔적이 잘 드러난 곡"이다.

## 곡 목록
전체 작곡: 코드 쿤스트
| #            | 제목                                              | 작사                       | 작곡           | 재생 시간 |
| ------------ | ------------------------------------------------- | -------------------------- | -------------- | --------- |
| 1.           | 〈Knock〉 (featuring 백예린)                      | 백예린, 엘로               | 백예린         | 3:19      |
| 2.           | 〈꽃〉 (featuring 박재범, 우원재, 기리보이)       | 박재범, 우원재, 기리보이   | 박재범         | 4:33      |
| 3.           | 〈Xii〉                                           | 코드 쿤스트                | 이하이         | 0:56      |
| 4.           | 〈O〉 (featuring 이하이)                          | 이하이                     | 이하이, 드비타 | 3:32      |
| 5.           | 〈Woode〉                                         |                            |                | 1:58      |
| 6.           | 〈F(ucked up)〉 (featuring 개코 & 그레이)         | 개코, 그레이               | 그레이         | 3:39      |
| 7.           | 〈Set Me Free〉 (featuring 루피 & 재키와이)       | 루피, 재키와이             | 루피, 재키와이 | 4:11      |
| 8.           | 〈Joke!〉 (featuring 씨잼 & 사이먼 도미닉)        | 씨잼, 사이먼 도미닉        | 씨잼           | 3:47      |
| 9.           | 〈Get Out〉 (featuring 키드밀리, EK, 하온)        | 키드 밀리, EK, 하온        |                | 4:28      |
| 10.          | 〈Rollin〉 (featuring pH-1)                       | pH-1                       | pH-1           | 3:06      |
| 11.          | 〈Let U In〉 (featuring 드비타 & 콜드)            | 드비타, 콜드, 제이호       | 드비타, 콜드   | 3:25      |
| 12.          | 〈Dirt in My Head〉 (featuring 카더가든)          | 카더가든, 코드 쿤스트      | 카더가든       | 4:17      |
| 13.          | 〈Bronco〉 (featuring 뱃사공, 블랭, 제이호, 재달) | 제이호, 뱃사공, 블랭, 재달 |                | 3:54      |
| 14.          | 〈춤〉 (featuring 넉살)                           | 넉살                       |                | 3:29      |
| 15.          | 〈People〉 (featuring 팔로알토 & 더 콰이엇)       | 팔로알토, 더 콰이엇        | 팔로알토       | 3:39      |
| 16.          | 〈No More Fire〉                                  |                            |                | 3:10      |
| 총 재생 시간 | 총 재생 시간                                      | 총 재생 시간               | 총 재생 시간   | 55:32     |

## 차트
| 차트 (2020)          | 최고 순위 |
| -------------------- | --------- |
| 대한민국 음반 (가온) | 10        |

## 판매량
| 지역     | 판매량 |
| -------- | ------ |
| 대한민국 | 6,466  |